# Hamburg ’72
Hamburg ’72 ist ein Jazzalbum des Trios von Keith Jarrett mit Charlie Haden und Paul Motian. Der Mitschnitt entstand im Rahmen des NDR Jazzworkshop am 14. Juni 1972 und wurde im November 2014 von ECM veröffentlicht.

## Hintergrund des Albums
Die Zusammenarbeit des Pianisten Keith Jarrett mit Charlie Haden und Paul Motian begann bereits 1966. Auf Tonträger dokumentiert wurde das Trio erstmals 1967 (Life Between the Exit Signs); 1968 folgten wenige Live-Auftritte, unter anderem im Jazzclub Shelly Manne's Hole in  Los Angeles (Album Somewhere Before). 1969 war Jarrett mit diesem Trio in Europa, mit dem er auch in seiner Zeit als Keyboarder in der Band von Miles Davis 1971 für Atlantic aufnahm. Das Münchner ECM-Label, für das Jarrett im November 1971 das Soloalbum Facing You eingespielt hatte, organisierte 1972 eine Tournee des Jarrett-Trios. Zu ihr gehörte auch das Radiokonzert im Sendesaal des NDR-Funkhauses in Hamburg, bei dem der Mitschnitt dieses Albums entstand. Während dieser Tournee entstand die Freundschaft zwischen Jarrett und ECM-Produzent Manfred Eicher, der das Trio auf der Reise begleitete.
Eicher nahm sich 42 Jahre später wieder der Originalbänder des Radiokonzerts an, wählte Teile daraus aus und mischte sie im Juli 2014 zusammen mit Jan Erik Kongshaug in Oslo für die vorliegende Edition neu ab.

## Titelliste
- Keith Jarrett / Charlie Haden / Paul Motian – Hamburg '72 (ECM Records – ECM 2422, ECM Records – 470 4256[6])

1. Rainbow (Margot Jarrett) – 9:42
2. Everything That Lives Laments (Keith Jarrett) – 9:44
3. Piece for Ornette (Keith Jarrett) – 9:32
4. Take Me Back (Keith Jarrett) – 8:07
5. Life, Dance (Keith Jarrett) – 2:59
6. Song for Che (Charlie Haden) – 15:08

## Rezeption
John Fordham meinte im Guardian, dieses Album, das Keith Jarrett kurz vor dessen erstem Solokonzert auf dem Jazzfestival Heidelberg (und drei Jahre vor dem erfolgreichen Köln Concert) einfängt, sei „eine ungezügelte Exkursion für ein überwältigend intuitives Trio.“ Dabei gäbe es neben Jarretts Flöten- und wildem Sopransaxophonspiel eine Menge Virtuosität am Klavier, „voll der typisch reduzierten langen Linien und des methodischen Aufbaus, etwas Gospel-ähnlichen Jarrett-Funk (Take Me Back) und langsam massierte Balladen.“ Haden und Motian kämen ihm konstant zuvor. „Die tonale Freiheit und Zügellosigkeit gibt diesem Mitschnitt eine anders geartete Art von Kraft,“ hörbar für Fordham in Jarretts an Ornette Coleman erinnernden Phrasierungen auf dem Sopransaxophon über Hadens rasendem Bass in Piece for Ornette sowie im langen multiphonen Geheul gegenüber den dissonanten Akkorden auf dem gestrichenen Kontrabass Hadens und Motians Gerassel im intensiven Song for Che. Ford resümiert, der Mitschnitt sei ein „bemerkenswertes Werk eines Trios, das perfekt aufeinander eingestimmt ist – und auf den Zeitgeist.“
Thomas Steinfeld schrieb in der Süddeutschen Zeitung:  „Diese Musik [ist] virtuos genug, um ihr Material als offenen Grundriss zu behandeln, auf dem sich weite Fluchten anlegen lassen, behagliche Nischen oder hin und wieder auch etwas völlig Unsinniges. Es schmerzt ein wenig zu wissen, dass solche Souveränität längst etwas Seltenes ist“. Für Steinfeld dokumentiert der Mitschnitt, „in der der Free Jazz noch lebendig ist, [...] eher vom Suchen und Finden der Musik, als dass es eine Darbietung vom souveränen Verfügen über Technik und Material wäre. Keith Jarrett und das Trio von 1972: Das ist auch eine Inszenierung von Unwahrscheinlichkeit.“ In der Frankfurter Allgemeinen Zeitung bekundet auch Wolfgang Sandner, beim Hören „ein bisschen wehmütig“ zu werden.
The Times schrieb, das wiederentdeckte Live-Set sei „entlastendes Beweismaterial“ für den umstrittenen Pianisten.

## Editorische Hinweise
Vier Titel des Radio-Mitschnittes (Rainbow, Piece for Ornette, Take Me Back sowie Life, Dance) veröffentlichte der NDR 1972 auf dem nicht im Handel erhältlichen Album NDR Jazz Workshop '72 Vor dem Remastering der Bänder durch Eicher und Kongshaug erschienen 2008 mit Ausnahme des sich doppelnden Song for Che weitere Teile der Konzertmitschnitte aus Hamburg 1972 in einer nicht-autorisierten Version auf dem Label Jazz Lips (Keith Jarrett Trio – Live in Hamburg 1972, Jazz Lips JL761) auf zwei CDs, die auch weiteres Material der NDR-Sessions (mit Chet Baker, Beaver Harris und Lee Konitz) enthielt. 2009 erschien die DVD Keith Jarrett Trio – Live In Hamburg 1972 (Jazz VIP).